# Jacques-Louis Binet
Pour les articles homonymes, voir Binet.
Jacques-Louis Binet, né le 1er mai 1932 à Paris 7e et mort le 17 décembre 2024, à Paris 19e, est un médecin hématologue français à qui l'on doit une classification des leucémies lymphoïdes chroniques qui porte son nom. Élu membre de l'Académie nationale de médecine le 21 mai 1996 (section Médecine), il en fut secrétaire adjoint (1999-2002), puis secrétaire perpétuel (2003-2010). Raymond Ardaillou lui a succédé.

## Biographie

### Médecine
Ancien élève de Jean Bernard et de Georges Mathé, et surtout de Marcel Bessis, Jacques-Louis Binet, professeur de médecine spécialisé en immunologie, hématologie et cancérologie à l'université Pierre-et-Marie-Curie, a été chef du service d'hématologie de l'hôpital de la Pitié-Salpétrière de 1980 à 1997, dont il fut président du comité d'éthique (1989-1991).
Avec Maurice Tubiana, il dirige la collection « Ouverture médicale » chez l'éditeur Hermann, qui met à disposition du grand public les connaissances et avis de spécialistes.
Il a aussi été coproducteur d'émissions scientifiques à France Culture (à partir de 1981) et membre du conseil de rédaction, responsable pour la médecine, de la Sept, une chaîne de télévision (1988-1991).

### Architecture et Beaux-Arts
Jacques-Louis Binet est un passionné d'art contemporain qu'il a enseigné à l’École du Louvre. Cet ancien président du conseil d'orientation du Centre national d'art contemporain (CNAC) est aussi un des plus fins connaisseurs français de l'architecture hospitalière et de son histoire. Il est membre correspondant de l'Académie des Beaux-Arts (section membres libres) depuis le 10 avril 2002.

## Distinctions

### Prix
- Prix des sciences biologiques et médicales du Comité du rayonnement français (1987)
- Prix Raymond-Mande de l'Académie nationale de médecine (1991)

### Décorations
- Officier de la Légion d'honneur (2011). Chevalier de 2003[9].
- Commandeur de l'ordre des Arts et des Lettres
- Commandeur de l'ordre de la Couronne[8]